# Bootsy Collins

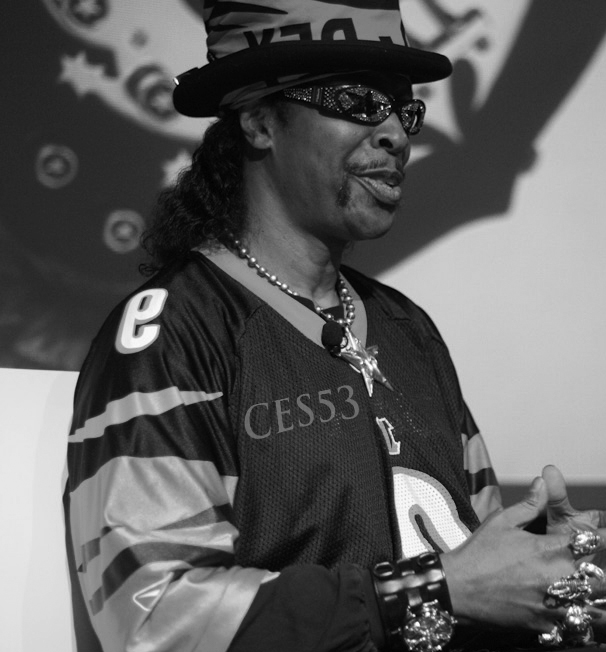
Bootsy Collins

William Collins (Cincinnati (Ohio), 26 oktober 1951), beter bekend als Bootsy Collins, is een Amerikaans funkpionier, bassist, zanger en songwriter. Collins' herkenbare instrument is een op maat gemaakte stervormige basgitaar die hij de "Space Bass" noemt.

## Biografie
Met zijn broer Catfish Collins en met Kash Waddy en Philippe Wynne vormde Collins in 1968 de groep The Pacemakers. Tot 1971 waren The Pacemakers de begeleidingsband van James Brown en waren in die tijd bekend als The JB's.
In 1972 gingen zowel de gebroeders Collins als Waddy en Wynne bij Funkadelic en later ook in Parliament spelen. Bootsy speelde op de meeste van de eerdere albums. Zijn basspel was hard en ritmisch en is van veel invloed geweest op de ontwikkeling van de funk, heavy metal en soul. Toen Bootsy, Catfish, Waddy, Joel Johnson (1953-2018), Mudbone Cooper, Robert Johnson en The Horny Horns in 1976 Bootsy's Rubber Band vormden, evolueerde zijn personage in Bootzilla, een met rhinestones bedekte flitsende popgod.
Bootsy's Rubber Band vormt een onderdeel van de vele p-funkgroepen. De meeste Bootsy-albums zijn onder deze naam uitgebracht na de Parliament- en Funkadelic-tijd.
Op 26 oktober 2017, zijn 66e verjaardag, bracht Bootsy Collins zijn vijftiende studioalbum uit: World Wide Funk.
Collins heeft uitgebreid samengewerkt met Bill Laswell en collega-bassist Victor Wooten. Hij richt zich sinds 2019 op studiowerkzaamheden.

## Discografie

### Albums
| Jaar | Album                                    | Label            |
| --- | ---------------------------------------- | ---------------- |
| 1976 | Stretchin' Out in Bootsy's Rubber Band 1 |                  |
| 1977 | Ahh... The Name Is Bootsy Baby 1         |                  |
| 1978 | Bootsy? Player of the Year 1             |                  |
| 1979 | This Boot is Made for Fonk-N 1           |                  |
| 1980 | Ultra Wave                               | Warner Brothers  |
| 1982 | The One Giveth, the Count Taketh Away    | Warner Brothers  |
| 1988 | What's Bootsy Doin'?                     | Columbia Records |
| 1990 | Jungle Bass 1                            | 4th & Broadway   |
| 1991 | Save What's Mine for Me                  | CBS Records      |
| 1994 | Blasters of the Universe 2               | Rykodisc         |
| 1995 | Keepin' Dah Funk Alive 4-1995 3          |                  |
| 1997 | Fresh Outta 'P' University               | WEA              |
| 1998 | Live in Louisville 1978 1                |                  |
| 2002 | Play With Bootsy – A Tribute To The Funk | Warner Music     |
| 2006 | Live In Concert 1998 3                   |                  |
| 2006 | Christmas Is 4 ever                      |                  |
| 2011 | Tha Funk Capital of The World            | Mascot           |
| 2017 | World Wide Funk                          | Mascot           |
| Opmerkingen: Op deze lijst zijn geen verzamelalbums meegenomen. 1. Uitgebracht onder de naam Bootsy's Rubber Band. 2. Uitgebracht onder de naam Bootsy's New Rubber Band. 3. Uitgebracht onder de naam Bootsy Collins & the New Rubber Band. |                                          |                  |

- Bibsys: 56884
- Biblioteca Nacional de España: XX1797282
- Bibliothèque nationale de France: cb139707773 (data)
- Gemeinsame Normdatei: 134696557
- International Standard Name Identifier: 0000 0000 7825 9232
- Library of Congress Control Number: n91109066
- MusicBrainz: b0ca0d85-24a8-4a00-860d-357ff688b69c
- Nationale Bibliotheek van Tsjechië: xx0102754
- Réseau des bibliothèques de Suisse occidentale: 02-A009308560
- SNAC: w6gm970p
- Système universitaire de documentation: 157416852
- Virtual International Authority File: 10041249
- WorldCat: E39PBJtmwYTgqV94GWVRtTmTpP